# Provincia de Veraguas
Veraguas es una de las diez provincias de Panamá. Su capital es la ciudad de Santiago de Veraguas. Tiene una superficie de 10 629 km², y un área de 10.587,6 km² y en el año 2022 tenía una población estimada de 248,000.
Limita al norte con el mar Caribe, al sur con el océano Pacífico, al este con las provincias de Colón, Coclé, Herrera, Los Santos y al oeste con la provincia de Chiriquí y la Comarca Ngäbe-Buglé. Es la única provincia de Panamá que tiene costas en los océanos Atlántico y Pacífico, condición que a nivel de subdivisión nacional solo comparte con el departamento del Chocó en Colombia en todo el continente americano.

## Toponimia
Origen del Nombre
La palabra Veraguas pudiera tener elaboración de los nombres de los pueblos y accidentes geográficos de la península ibérica ha intervenido un considerable número de grupos étnicos con sus respectivas lenguas. Probablemente la palabra Veraguas tenga influencias árabes.
Sorprendentemente, y de manera unánime –hasta donde nos ha sido posible revisar, los especialistas en toponimia destacan que en España el impacto lingüístico que, por la cantidad de réplicas, más logra percibirse, es el árabe, y sin duda pues en el sur. Allí –subrayan todos, la raíz "gua" en los ríos de Andalucía fue introducida en mérito a que, entre los árabes, "wada" o "wadi", "guad" o "uad" –dependiendo de la fuente del dato, significa río. Pero también pues, al norte de Andalucía, alcanzó a ser rebautizado el río Ana (o Anas), que naciendo en Castilla – La Mancha termina desembocando en el golfo de Cádiz, en el límite entre España y Portugal.
Existe el topónimo Beragua (= rawa), en Navarra, que también repercute en un apellido propio de la zona vasconavarra, lo que podría suponer que la voz Veragua provenga de la presencia española durante la Conquista de AMérica.
Utilización del nombre por parte de los españoles
Sin embargo en el nuevo mundo la palabra Veragua fue utilizada por primera vez por el Almirante Cristóbal Colón durante su cuarto viaje.
En su calidad de "Virrey y Almirante y Gobernador General" de las Indias, Cristóbal Colón escribió a los reyes de España una carta desde Jamaica, luego de concretar lo que fue su cuarta travesía. En ella el escribe: "Llegué a tierra de Cariay, adonde me detuve a remediar los navíos y bastimentos y dar aliento a la gente, que venía muy enferma. Yo, que, como dije, había llegado muchas veces a marido
, allí supe de las minas del oro de la provincia de Ciamba, que yo buscaba. Dos indios me llevaron a Carambaru, adonde la gente anda desnuda y lleva al cuello un espejo de oro; mas no le querían vender ni dar a trueque. Nombraron me muchos lugares en la costa de la mar adonde decían que había oro y minas; el postrero era, Veragua, y lejos de allí obra de 25 leguas; partí con intención de tentarlos a todos, y llegado ya el medio supe que había minas a dos jornadas de andadura; acordé de enviarlas a ver víspera de San Simón y Judas, que había de ser la partida; en esa noche se levantó tanta mar y viento, que fue necesario de correr hacia adonde él quiso; y el indio adalid de las minas, siempre conmigo". Más adelante en su carta añade: "Parece que estas tierras están con Veragua como Tortosa con Fuenterrabía o Pisa con Venecia".

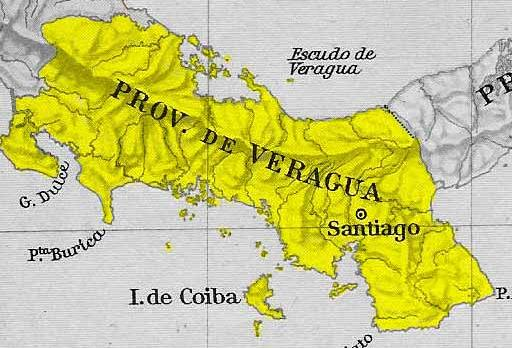
Provincia de Veragua en 1810.

El almirante vuelve a escribir el nombre de Veragua al referirse al rey Quibian: "El oro que tiene el Quibian de Veragua y los otros de la comarca, bien que según información él sea mucho, no me pareció bien ni servicio de Vuestras Altezas tomarlo por vía de robo: la buena orden evitará escándalo y mala fama y hará que todo ello venga al tesoro que no quede un grano".
"La Historia del Almirante" fue escrita por Hernando Colón (Hijo del Almirante) entre los años 1537 y 1539. Se basó en las fuentes de su padre y de otros protagonistas de los hechos. En él describe el paso del Almirante por la región de Veraguas: "Desde allí pasó hacia Oriente y llegó a Cobrava, cuyos pueblos están situados junto a los ríos de aquella costa; como no salía gente a la playa, y el viento era muy bueno, pasó a cinco pueblos de mucho rescate, de los cuales era uno Veragua, donde decían los indios que se cogía el oro, y se hacían los espejos".
Lo cierto es que la palabra Veragua empezó a aparecer en documentación española desde 1504, oficializándose su formación como Gobernación el 9 de junio de 1508. Se usó primero en su forma original en singular, Veragua, que designó sucesivamente a la Gobernación de Veragua, al Ducado de Veragua, a la Veragua Real y a la Provincia de Veragua. Mucho tiempo después comenzó a prevalecer la forma plural 'Veraguas', utilizada a partir de dos documentos oficiales en los que el nombre 'Veragua' se modificó a 'Veraguas'. El primero fue la Cédula Real del 20 de agosto de 1739, y el segundo, un mandato real del 20 de junio de 1751.

## Historia

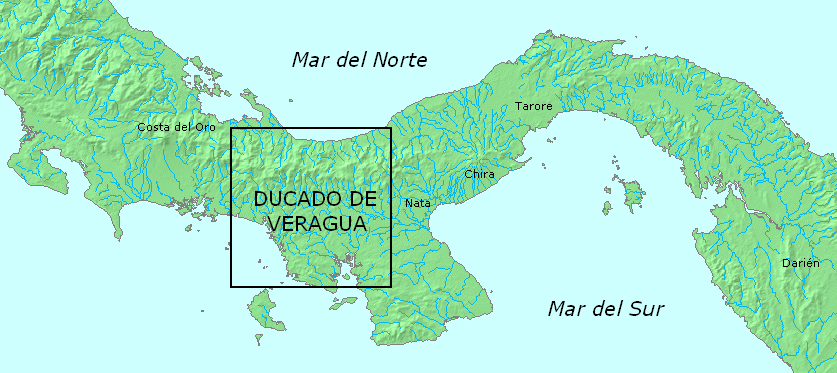
Localización del Ducado de Veragua durante la época colonial.

A principios de 1503, durante su cuarto viaje, Cristóbal Colón fundó una población llamada Santa María de Belén en la costa caribeña, en el territorio habitado por los doraces o dorasques. El asentamiento se estableció junto al río Yebra, al que Colón renombró como río Belén en honor al Día de la Epifanía o de los Reyes, celebrado el 6 de enero en España, fecha en la que se realizó la fundación.
La actual provincia de Veraguas, antiguamente se llamada gobernación de Veragua durante la época imperial española, se creó como una entidad administrativa y territorial dentro del Virreinato de Nueva España, siendo más tarde trasladada su jurisdicción al Virreinato del Perú. Fue erigida en 1560 en los territorios del antiguo ducado del mismo nombre, cuyo primer gobernador fue Francisco Vázquez.
Las primeras poblaciones en fundarse en el territorio de Veraguas fueron Santa Cruz (posteriormente denominada Villa de Los Santos), a orillas del río Cubita; Santa Elena (hoy Santo Domingo de Parita), en inmediaciones del río Parita; y Santiago de Olá, a unas dos leguas de la ciudad de Natá. La idea tras estas fundaciones, todas ocurridas entre 1550 y 1570, era la de inducir a los indígenas á vivir congregados en pueblos, tarea en la cual prestó su ayuda el fraile dominico Pedro de Santa María.

Localización de la provincia de Veraguas en el Virreinato de Nueva Granada hacia 1810.

Los habitantes de Santiago de Olá le propusieron a Luis Colón conquistar y poblar el Ducado de Veragua para incorporarlo a la Gobernación de Tierra Firme, el cual después de un arreglo arbitral con la corona española, quedó incorporado a la esta última en 1557. Fue entonces cuando el gobernador Juan Ruiz de Monjaraz encargó al capitán Francisco Vázquez la conquista y población del territorio incluyendo el ducado, quien en su ruta fundó las poblaciones de Santa Fe y Concepción. La rivalidad entre Monjaraz y Vásquez por las tenencias de estas tierras se manifestó en la batalla a orillas del río Gatú, dónde Monjaraz quedó preso; esta situación llevó a que los indígenas abandonaran los pueblos ya establecidos, algunas ciudades sufrieran incendios y toda suerte de conmociones, y se abandonara el laboreo de las minas. Tras ser acusados ante las autoridades de Lima, estas despacharon a un ministro de la Real Audiencia para que pudiera orden en la región; este destituyó a Monjaraz y encargó a Rafael de Figuerola la conquista y colonización de Veraguas por muerte de Francisco Vásquez.
El territorio del ducado, ligeramente ampliado hacia el oeste y el sur, pasó después a depender de la Real Audiencia de Panamá (establecida en 1563) en el Virreinato del Perú, cuya jurisdicción abarcaba desde el puerto de Buenaventura hasta el golfo de Fonseca en Nicaragua, y por el norte desde los confines de la Provincia de Veraguas hasta el río Atrato. La provincia se vio afectada durante todo el siglo XVII por la invasión de piratas que asolaron sus costas y saquearon ciudades, entre ellos Pedro el Picardo, Moisés Vanclein, Henry Morgan quien intentó tomar Portobelo, y Townley el cual atacó a las ciudades de Alanje y de la Villa de Los Santos.
El 20 de agosto de 1739 se restableció el Virreinato de Nueva Granada por medio de una Real Cédula, el cual incluía los territorios de Nueva Granada, Venezuela, Quito y Panamá. La jurisdicción correspondiente a los magistrados seccionales quedó de la misma forma que antes, conservando el gobernador de la Provincia de Panamá la supremacía sobre los puertos de Portobelo, Veraguas y Darién. La Audiencia permaneció subordinada al Virreinato y mantuvo sus privilegios en lo local y la misma configuración en el personal, siendo su presidente el gobernador y capitán general de todo el territorio. En 1751 fue extinguida la Real Audiencia de Panamá debido a los gastos en los que esta incurría y para poner fin al casi permanente estado de agitación en que se mantenía la región. El istmo quedó regido por un gobierno netamente militar, a cargo de Manuel Montiano, formándose así la Comandancia General de Tierra Firme que comprendía el territorio desde el río Atrato hasta los linderos de la Capitanía General de Guatemala, e incluía las provincias de Panamá, Darién, Veraguas y Portobelo. Dicha Comandancia dependía del Virrey de la Nueva Granada y, en lo contencioso, de la Audiencia que funcionaba en Santafé.
Durante la emancipación de las colonias americanas Veraguas permaneció en un principio fiel a la corona española, por lo cual rechazó su unión a las Provincias Unidas de la Nueva Granada y sirvió junto con Panamá como depósito de tropas y de elementos de guerra que se organizaban y preparaban para combatir los patriotas de la revolución en Quito y en la costa atlántica de la Nueva Granada, y para socorrer la plaza fiel de Santa Marta. Sin embargo hacia 1815 la situación cambió y los patriotas empezaron a ganar terreno comandados por José de Fábrega, tanto así que la provincia se declaró independiente en 1821 y se declaró anexada a la República de Colombia del libertador Simón Bolívar.

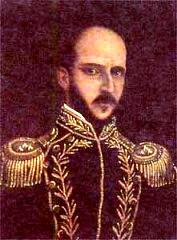
Tomás Herrera.

La incorporación espontánea del territorio panameño a la Gran Colombia motivó a que el Congreso de dicho país expidiera el decreto del 9 de febrero de 1822, por medio del cual se creó el Departamento del Istmo con los mismos límites que tenía la antigua Comandancia General de Panamá. Fábrega en tanto fue designado gobernador de la provincia de Veraguas, cargo que ostentó hasta el final de la Gran Colombia. El panorama político de este país se veía turbio, pues hacia 1827 el general José Antonio Páez se había rebelado en Venezuela pues deseaba la secesión de ese territorio y en 1829 hizo lo propio el general Juan José Flórez en Ecuador, lo cual llevó a la disolución de este país. Posteriormente a este hecho el istmo también se declaró independiente con un gobierno primero a la cabeza de José Domingo Espinar y luego con Juan Eligio Alzuru, quien pronunció la secesión el 9 de julio de 1831. Para apaciguar este movimiento y volver al orden al istmo, el gobierno de la Nueva Granada le confió al general Tomás Herrera enfrentar a Alzuru y reincorporar las provincias bajo su mandato a la República, invistiéndolo con el grado de "Comandante General del Istmo". Una vez que Herrera se alzó victorioso, le fue encomendado la organización de dicho territorio.
La provincia de Veraguas formó entonces parte de la República de la Nueva Granada, al igual que la de Panamá, ambas divididas en cantones y estos a su vez en distritos parroquiales. Veraguas entonces solo contaba con 2 cantones: Santiago y Alanje; José de Fábrega fue nombrado gobernador de la provincia. Hacia 1840, tras estallar en el territorio central de la Nueva Granada una guerra civil, el gobernador Carlos de Icaza de Panamá decidió sustraer a sus congéneres de la lucha y declarar la independencia como Estado Libre del Istmo. Carlos Fábre, gobernador de Veraguas, se rehusó a secundar el movimiento, pero tras llegar Tomás Herrera con tropas a Santiago, se sometió. El Estado Libre sin embargo no duró más que trece meses, puesun convenio celebrado el 31 de diciembre de 1841 reincorporó el Istmo a la Nueva Granada.

Localización de la provincia de Veraguas en la República de la Nueva Granada hacia 1855.

Antes de 1849 Veraguas siempre había ocupado todo el sector occidental de lo que hoy es la República de Panamá; sin embargo ese año fue segregado el cantón de Alanje para formar con el la provincia de Chiriquí, y en 1850 con la parte sur la provincia de Azuero, compuesta por los cantones de Parita, Los Santos y el distrito de Santa María. Sin embargo esta última fue bastante convulsiva, por lo cual fue eliminada por el Congreso en 1855 y agregando la mayor parte de su territorio a la de Veraguas. El 27 de febrero de ese mismo año se creó el Estado Federal de Panamá, que tenía derecho a darse leyes en todos los asuntos de administración, excepto aquellos referentes a la marina de guerra, al ejército permanente, las relaciones exteriores, las rentas, créditos y gastos públicos sobre los cuales legislaba la Nación, y que territorialmente comprendía las provincias de Azuero, Chiriquí, Panamá y Veraguas, que a finales del mismo año fueron reemplazadas por los departamentos de Coclé, Colón, Chiriquí, Fábrega, Herrera, Los Santos y Panamá; el primer presidente del estado fue Justo Arosemena. En 1864 se dividió el Estado en seis departamentos: Coclé, Colón, Chiriquí, Los Santos, Panamá y Veraguas con las siguientes cabeceras: Penonomé, Colón, David, Los Santos, Panamá y San Francisco de la Montaña, respectivamente.
Con la llegada de la Regeneración del presidente Rafael Núñez en 1885 y la subsiguiente guerra civil, que pretendía pasar del modelo federal al modelo centralista, se vivieron momentos tensos en el istmo pues varias facciones de los partidos liberal y conservador pretendían tomarse el poder, e incluso se dieron algunos movimientos secesionistas que proclamaban la República de Panamá; sin embargo los revolucionarios fueron vencidos en 1886 declaró insubsistente la constitución de 1863, convocando a una Asamblea General que redactó una constitución ese mismo año. En ella el país pasaba de nombrarse Estados Unidos de Colombia por República de Colombia y quedaban los Estados trasformados en Departamentos, siendo uno de ellos el Departamento de Panamá.
En este periodo se inició la construcción del canal de Panamá, que se vio afectado por la quiebra de la empresa de Fernando de Lesseps y a los escasos recursos económicos del gobierno colombiano para proseguir con el proyectó. A finales del siglo XIX se produjo la cruenta Guerra de los Mil Días, cuya consecuencia más perdurable fue la separación de Panamá de Colombia producida el 3 de noviembre de 1903.

## Geografía

### Aspecto físico

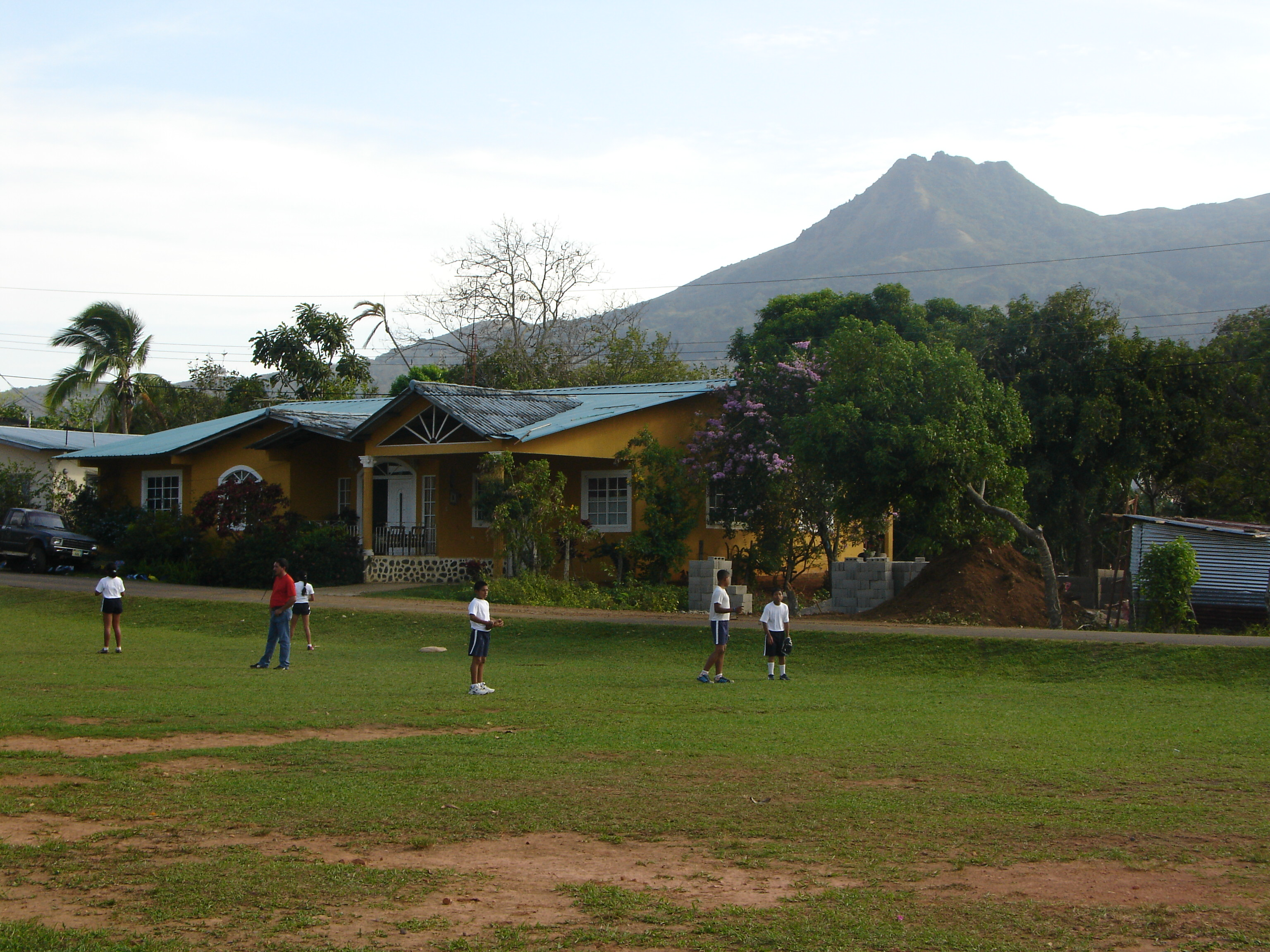
El monte "El Tute".

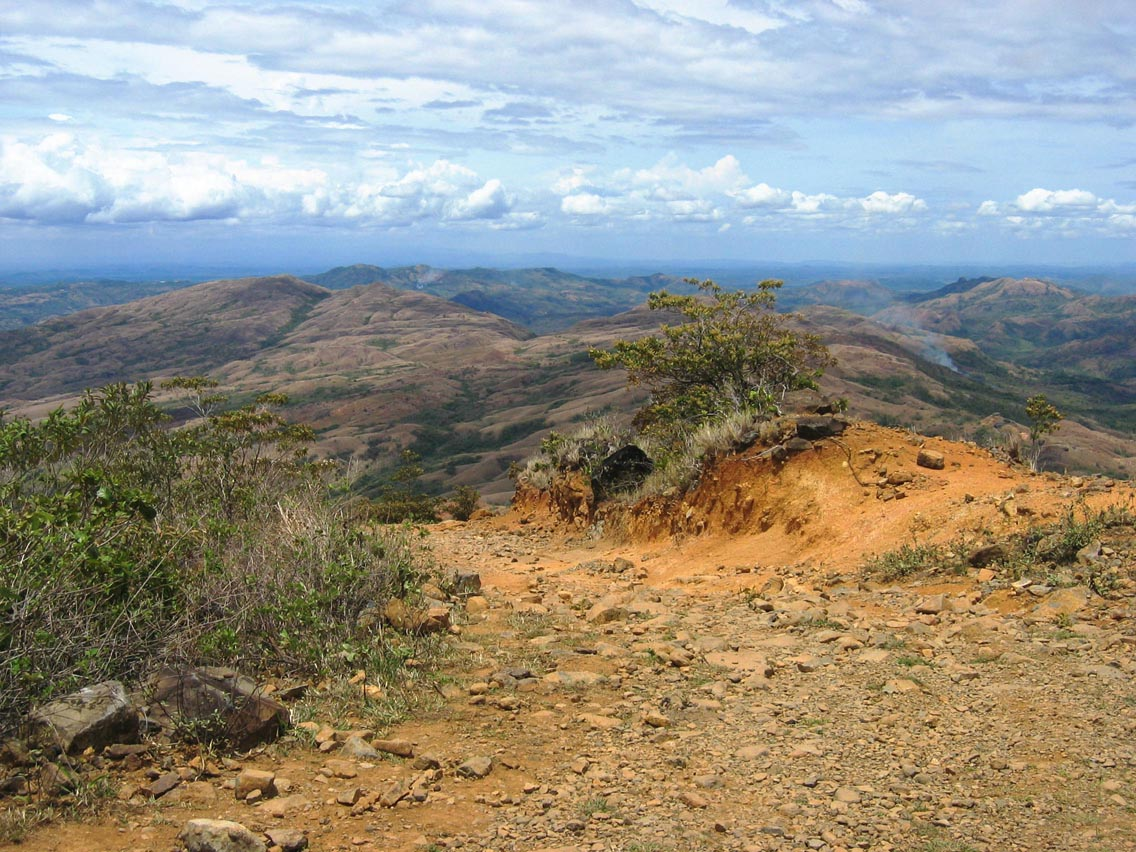
Colinas al sur de Santa Fe.

La provincia de Veraguas tiene forma alargada, cubriendo una estrecha franja entre el golfo de los Mosquitos, al norte, y el golfo de Montijo en la península de Azuero, al sur.
La provincia de Veraguas se caracteriza por ser la única en la República en tener costas en el mar Caribe y el océano Pacífico, contando con unos 60 km de costas en el mar Caribe y más de 350 km de costas en el Pacífico, sin contar la gran cantidad de islas que le pertenecen, entre ellas la más grandes del país, Coiba y Cébaco. Aparte de estas, las islas con mayor superficie son Leones, Gobernadora y Jicarón, todas localizadas en el océano Pacífico.

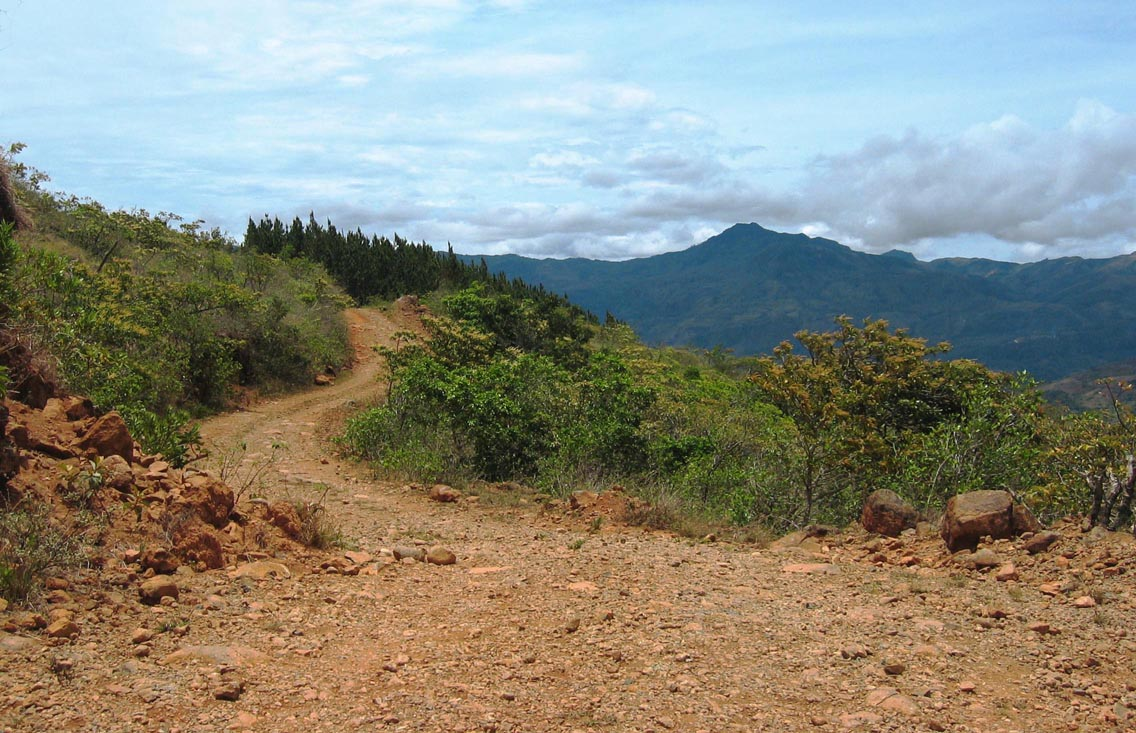
Territorio cercano a la ciudad de Santa Fe.

La serranía de Tabasará, que se considera parte de la de Talamanca, recorre la provincia en su zona norte, casi paralela a la costa caribeña. La altura máxima es un cerro sin nombre de 1964 m s. n. m., aunque otras alturas importantes son los cerros Negro (1518 m s. n. m.) y Chicú (1764), en el límite con la provincia de Coclé. Al sur, la península de Azuero, las alturas más prominentes son los cerros Hoya (1559 m s. n. m.), Güera (1068) y Caracañado (997).
Veraguas posee un exclave (parte del corregimiento de El Prado en el distrito de Las Palmas) que está separado del resto de la provincia por la comarca Ngäbe-Buglé (distrito de Müna). A su vez, dentro de Veraguas contiene dos enclaves de la comarca Ngäbe: una en el distrito de Las Palmas y otra en el distrito de Cañazas (ambos enclaves pertenecen al distrito de Ñürüm).

### Hidrografía

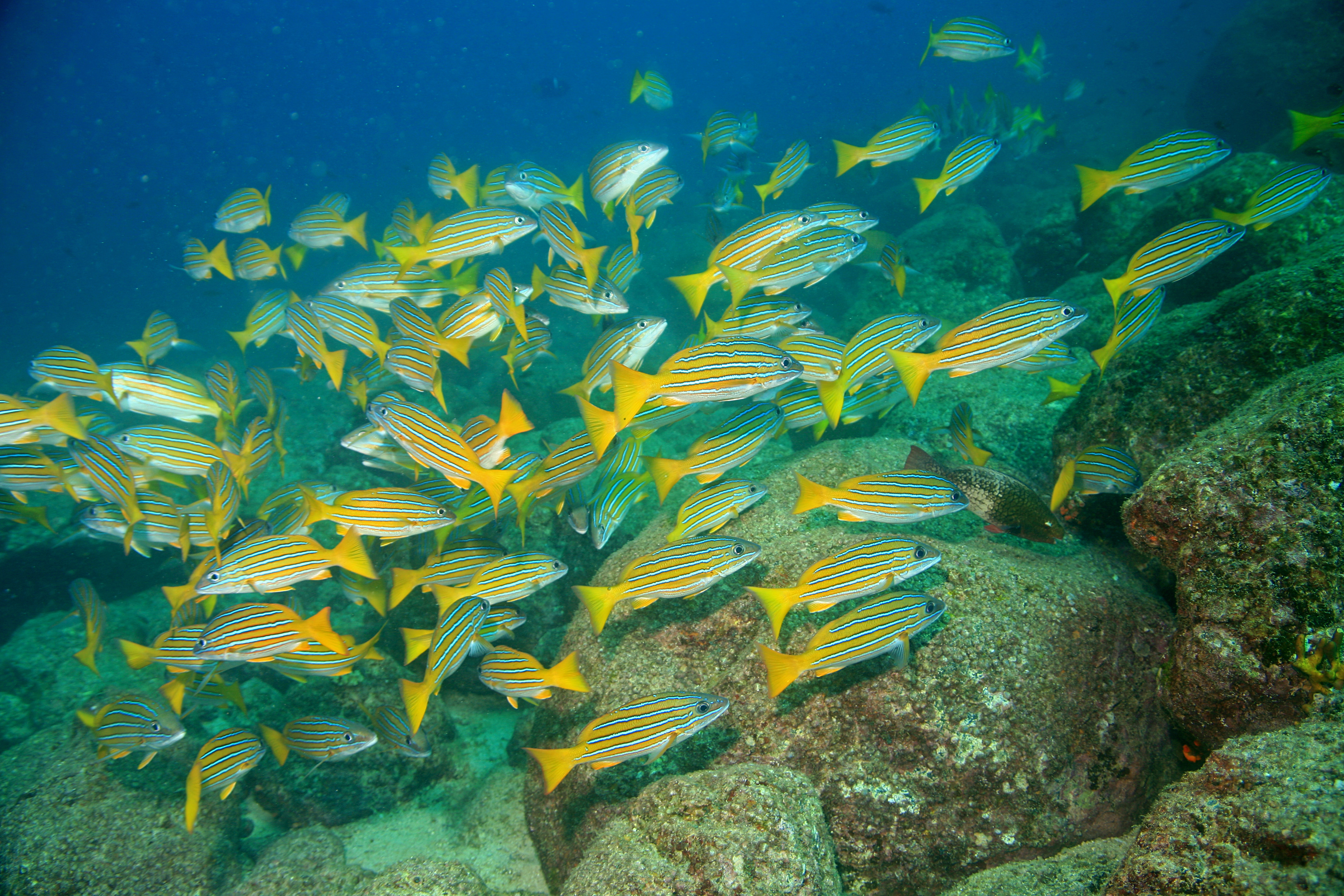
Cardumen de peces en el parque nacional Coiba.

La provincia de Veraguas está bañada por numerosos ríos, que cubren en total seis cuencas hidrográficas:
- Cuenca entre el río Calovébora y el río Veraguas.
- Cuenca del río Veraguas.
- Cuenca entre el río Tabasará y el río San Pablo.
- Cuenca del río San Pablo.
- río calovébora
- Cuenca del río San Pedro.
- Cuenca del río Santa María.

Estas cuencas sin embargo puede agruparse en dos: la que va al Mar Caribe y la que va al océano Pacífico. En el Caribe desembocan los ríos Calovébora, Concepción, Guázaro, Belén y Veraguas, que descienden de la serranía de Tabasará; en el Pacífico desembocan los ríos Santa María, San Pablo, San Pedro, Tabasará, Quebro, Ponuga, Suay, Mariato, Pavo, Varadero, Playita, Cobre y Caté.
La mayor laguna es la de La Yeguada (cercana al volcán homónimo), en la cual desemboca el río San Juan y otros riachuelos. El agua de este cuerpo de agua se usa para la producción de energía eléctrica que requieren las provincias centrales, a través de la central hidroeléctrica La Yeguada.

### Áreas protegidas

Parques nacionales de Panamá.

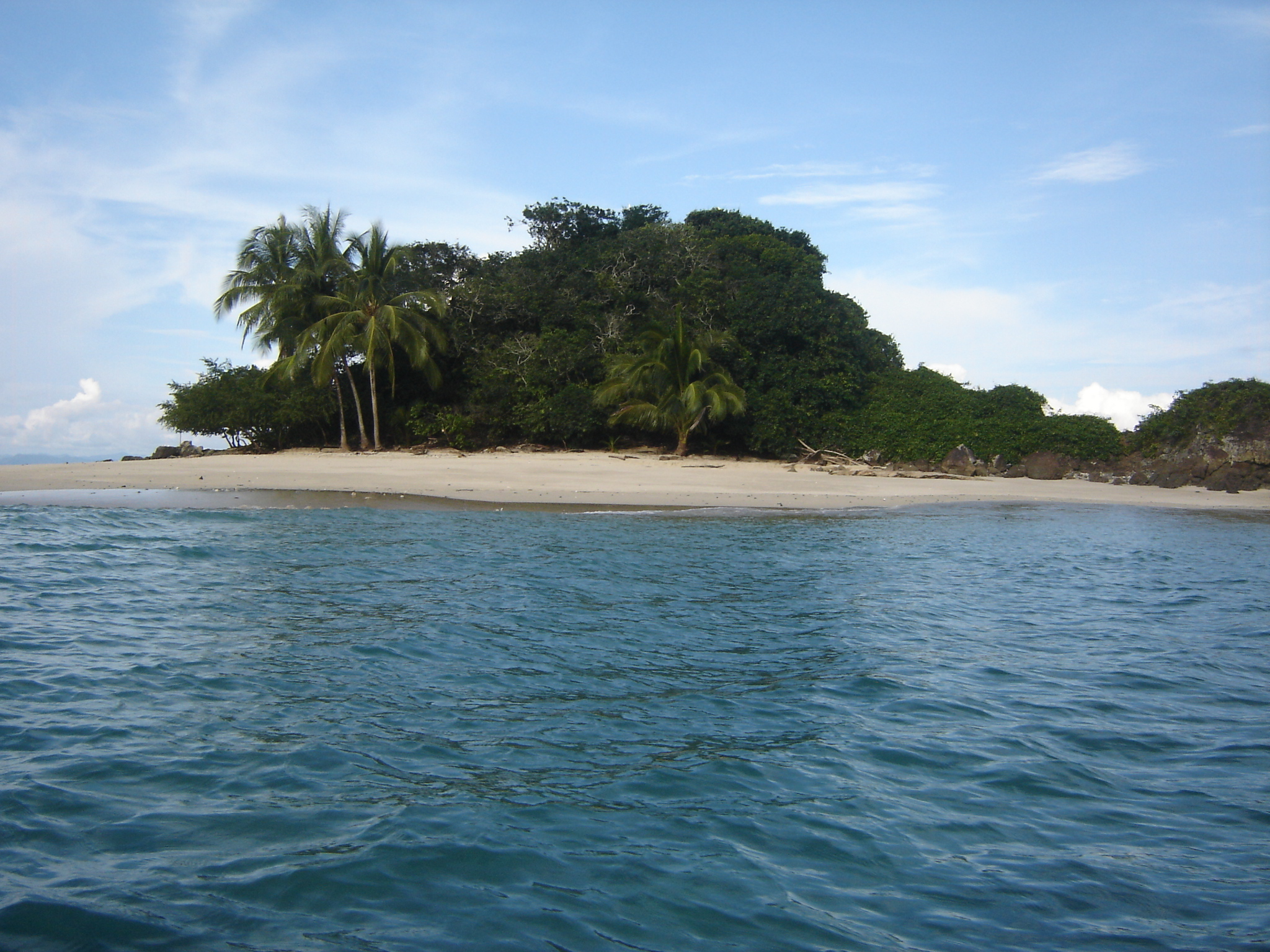
Isla Granito de Oro, parque nacional Coiba.

Veraguas tiene ocho áreas protegidas, las cuales son:
- Parque nacional Santa Fe.
- Parque nacional Coiba.
- Parque nacional Cerro Hoya (comparte con la provincia de Los Santos).
- Humedales de Importancia Mundial Golfo de Montijo.
- Reserva Forestal La Yeguada.
- Reserva Forestal de Alto Guarumo.
- Área Municipal Protegida de Los Pozos Termales de El Potrero.
- Área Municipal Protegida El Salto de Las Palmas.

### Clima
El clima de Veraguas es tropical húmedo en las tierras bajas, cercanas a ambas costas, y templado muy húmedo de altura en el área de la cordillera. La temperatura promedio más baja es de unos 25 °C (en la cordillera), en tanto la temperatura promedio más alta es de unos 27 °C (zonas costeras).
La precipitación pluvial anual es de un poco más de 1500 a más de 5000 mm, puesto que el territorio está ubicado en su mayoría dentro del clima tropical húmedo. Los valores más altos ocurren al norte y oeste de la vertiente del Caribe y en el límite con la provincia de Chiriquí, cerca de la desembocadura del río Tabasará; y los menores valores se localizan en los límites con las provincias de Coclé y Herrera.

### Vegetación
El tipo de vegetación depende de la altura y de la localización del territorio respecto al ecuador terrestre. Teniendo en cuenta estos aspectos, se encuentran bosques húmedos en las costas del Caribe y del Pacífico, que ocupan la mayor parte de las tierras bajas de la provincia; bosques montanos en la cordillera Central, el macizo de cerro Hoya y en la península de Las Palmas; bosques secos en las zonas ubicadas entre el bosque húmedo premontano y bosque seco tropical.

## División administrativa
La provincia de Veraguas está dividida en doce distritos y 105 corregimientos
| Distritos     | Corregimientos | Cabecera de distrito        |
| ------------- | --- | --------------------------- |
| Atalaya       | Atalaya, El Barrito, La Montañuela, San Antonio, La Carrillo | Atalaya                     |
| Calobre       | Calobre, Barnizal, Chitra, El Cocla, El Potrero, La Laguna, La Raya de Calobre, La Tetilla, La Yeguada, Las Guías, Monjarás, San José | Calobre                     |
| Cañazas       | Cañazas, Cerro de Plata, Los Valles, San Marcelo, El Picador, San José, El Aromillo, Las Cruces | Cañazas                     |
| La Mesa       | La Mesa, Bisvalles, Boró, Llano Grande, San Bartolo, Los Milagros, El Higo | La Mesa                     |
| Las Palmas    | Las Palmas, Cerro de Casa, Corozal, El María, El Prado, El Rincón, Lolá, Pixvae, Puerto Vidal, Zapotillo, San Martín de Porres, Viguí, Manuel E. Amador Terrero                                                                                      | Las Palmas                  |
| Mariato       | Mariato, Arenas, El Cacao, Quebro, Tebario | Mariato                     |
| Montijo       | Montijo, Gobernadora, La Garceana, Leones, Pilón, Cébaco, Costa Hermosa, Unión del Norte | Montijo                     |
| Río de Jesús  | Río de Jesús, Catorce de Noviembre, Las Huacas, Los Castillos, Utira | Río de Jesús                |
| San Francisco | San Francisco, Corral Falso, Los Hatillos, Remance, San Juan, San José | San Francisco de la Montaña |
| Santa Fe      | Santa Fe, Calovébora, El Alto, El Cuay, El Pantano, Gatuncito, Río Luis, Rubén Cantú | Santa Fe                    |
| Santiago      | Santiago, La Colorada, La Peña, La Raya de Santa María, Ponuga, San Pedro del Espino, Canto del Llano, Los Algarrobos, Carlos Santana Ávila, Edwin Fábrega, San Martín de Porres, Urracá, Rodrigo Luque, Santiago Este, Santiago Sur, Nuevo Santiago | Santiago de Veraguas        |
| Soná          | Soná, Bahía Honda, Calidonia, Cativé, El Marañón, Guarumal, La Soledad, Quebrada de Oro, Río Grande, Rodeo Viejo, Hicaco, La Trinchera | Soná                        |

## Economía

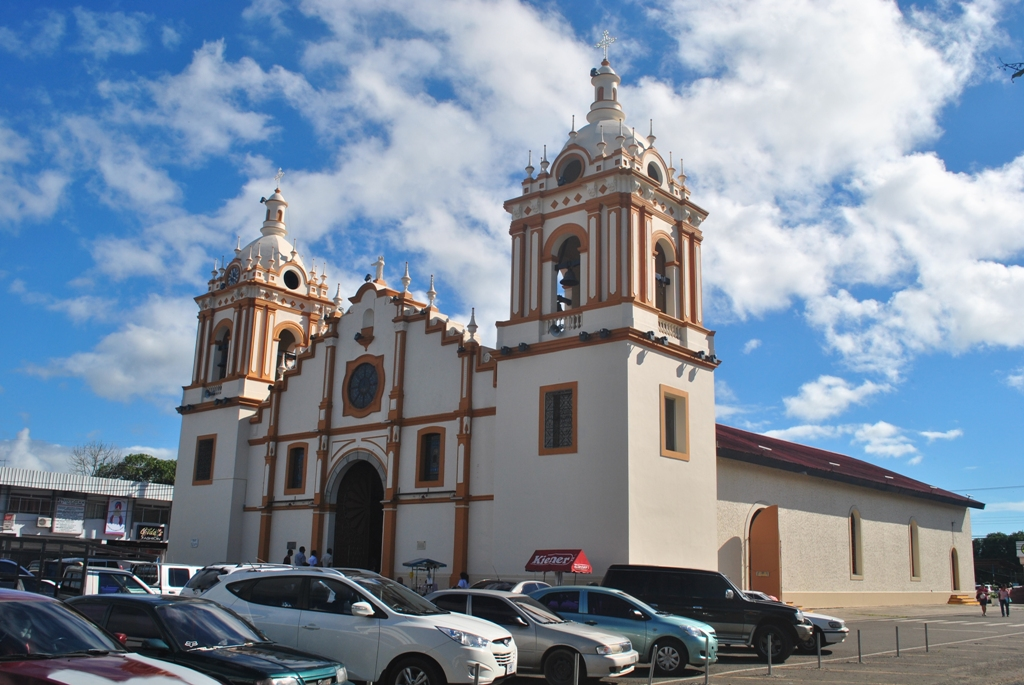
Catedral de Santiago de Veraguas.

La capital Santiago es uno de los centros bancarios más grandes del país, además cuenta con muchos comercios.
La agricultura constituye la más importante de las actividades que se desarrolla en Veraguas, cuando las tierras son arrendadas, el campesino paga el uso de las mismas en dinero y con parte de la cosecha de la tierra. Los cultivos más extendidos son: caña de azúcar, banano, maíz, naranja, plátano verde y arroz. Como otra actividad muy desarrollada y que ocupa grandes extensiones de tierra de Veraguas presentan grandes llanuras que se aprovechan para la cría de ganado vacuno y porcino. De igual forma se desarrolla con gran facilidad la cría de aves de corral y forma parte de la producción de la provincia, existiendo familias enteras dedicadas a la cría de gallinas, guajolotes y patos.

## Deportes

### Equipo de Fútbol en la Provincia de Veraguas
| Equipo                                 | Liga                        | Estadio                                                 | Fundación | Palmarés |
| -------------------------------------- | --------------------------- | ------------------------------------------------------- | --------- | --- |
| Sociedad Deportiva Atlético Veragüense | Liga Provincial de Veraguas | Aristocles "Toco" Castillo (Santiago) / San José (Soná) | 2003      | - Subcampeón de la Super Final Liga Nacional de Ascenso: 2015-2016. - Campeón de la Liga Nacional de Ascenso 2001 y Clausura 2016. - Subcampeón de la Liga Panameña de Fútbol: Clausura 2005. - Campeón Copa Rommel Fernández: 1997. |
| F.C. Veraguas 2010                     | Desaparecido                | Aristocles "Toco" Castillo                              | 2010      | |
| Veraguas CD                            | Desaparecido                | Complejo Deportivo de Atalaya                           | 2019      | - Campeón Copa Rommel Fernández: 2010. - Campeón Liga de Ascenso: Clausura 2011, Clausura 2014, Clausura 2015, Apertura 2018. |
| Veraguas United FC                     | Liga Prom                   | Complejo Deportivo de Atalaya                           | 2022      | - Campeón Conferencia Oeste 2023-A. |

## Importancia a nivel nacional

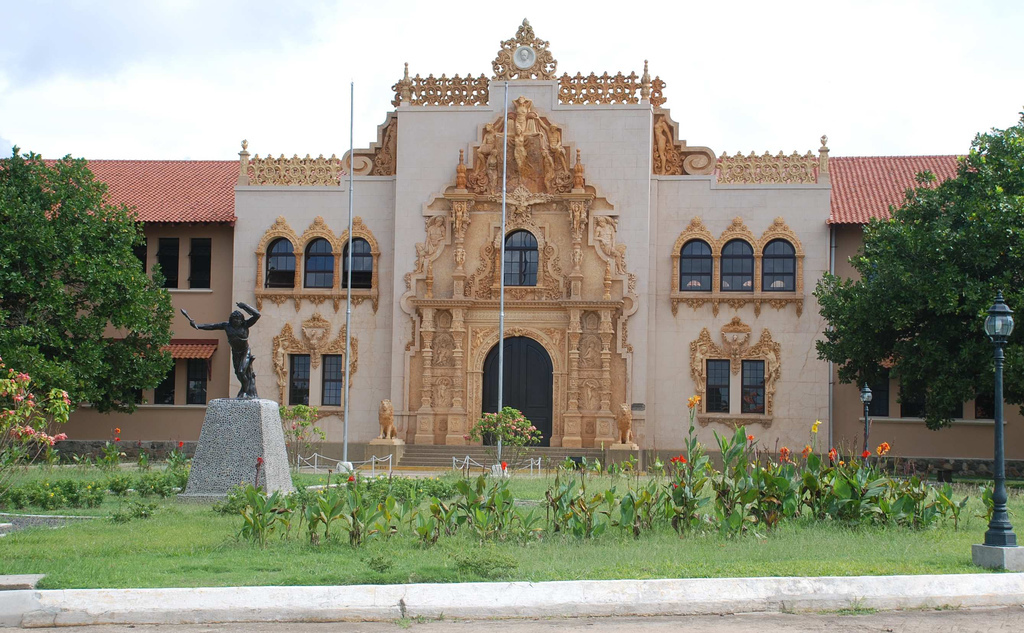
Escuela Normal.

Es cuna de educadores debido a que en ella se encuentra la única escuela que prepara educadores a nivel nacional (Escuela Normal Superior Juan Demóstenes Arosemena).
Además, es la única provincia que tiene costas en ambos mares.